# Monte Walsh
Monte Walsh is een Amerikaanse speelfilm uit 1970, geregisseerd door William A. Fraker. De film is gebaseerd op de roman Monte Walsh (1963) van Jack Schaefer.

## Rolverdeling
| Acteur            | Personage                 |
| ----------------- | ------------------------- |
| Lee Marvin        | Monte Walsh               |
| Jeanne Moreau     | Martine Bernard           |
| Jack Palance      | Chet Rollins              |
| Mitchell Ryan     | "Shorty" Austin           |
| Jim Davis         | Cal Brennan               |
| G.D. Spradlin     | Hal Henderson             |
| John Hudkins      | Sonny Jacobs              |
| Raymond Guth      | "Sunfish" Perkins         |
| John McKee        | Petey Williams            |
| Michael Conrad    | Dally Johnson             |
| Tom Heaton        | "Sugar" Wyman             |
| Ted Gehring       | "Skimpy" Eagans           |
| Bo Hopkins        | Joe "Jumpin' Joe" Joslin  |
| John McLiam       | Joe "Fightin' Joe" Hooker |
| Allyn Ann McLerie | Mary Eagle                |
| Matt Clark        | Rufus Brady               |
| Charles Tyner     | dokter                    |
| Jack Colvin       | valsspeler                |
| Roy Barcroft      | eigenaar                  |